# Land of Illusion Starring Mickey Mouse
Land of Illusion Starring Mickey Mouse, conocido en Japón como El cristal mágico de Mickey Mouse (ミッキーマウスの魔法のクリスタル Mikkī Mausu no Mahō no Kurisutaru?)
es un videojuego de plataformas producido por Sega of America. Publicado para Master System y para Game Gear en marzo de 1993, es la secuela del videojuego "Castle of Illusion". Forma parte de la saga de videojuegos "Of Illusion", que tenían como protagonista a Mickey Mouse, y en World of Illusion Starring Mickey Mouse and Donald Duck también al Pato Donald.

## Argumento
Durante un día de lluvia y frío, Mickey Mouse se relajaba leyendo su libro favorito "Los mejores cuentos de hadas del mundo", cuando de pronto se quedó dormido. Al abrir los ojos se dio cuenta de que no estaba en su comedor, sino en un pueblecito sacado de un cuento de hadas, pero de aspecto horrible, con árboles pelados y ramas dobladas. Entonces, oyó como una joven del pueblo (caracterizada como Daisy) era atacada por un monstruo, y acudió al rescate de la aldeana. Tras matar al monstruo, la joven le explicó que el pueblo solía estar protegido por un cristal mágico, que había sido robado por un fantasma, que desde entonces gobernaba sobre el pueblo y el valle circundante. Asimismo, la joven le pidió ayuda a Mickey para recuperar el cristal mágico y así liberar al pueblo de la magia tenebrosa que la inundaba.

## Etapas
El videojuego consiste en atravesar unas etapas hasta llegar a la etapa final, el castillo del fantasma, para poder recuperar el cristal mágico. Una vez superada la etapa, se permitirá el paso a la siguiente; en algunas etapas, se podrá volver a jugar para poder encontrar los tesoros que no habían podido ser recogidos; en otras, encontrara amigos que le darán consejos, y no podrá volver a jugar en ellas. En el final de algunas etapas, deberás derrotar a un enemigo y/o usar la llave especial para abrir la puerta final. Al avanzar en los niveles, se incrementa el nivel de dificultad.
- El Bosque: Debes recorrer el bosque hasta el final. Se divide en dos pantallas, continuas entre sí. En la primera has de recorrer el bosque, donde encontraras telarañas y vientos. En la segunda, deberás subir por un gran árbol, en cuya cima encontrarás una manzana que habrás de lanzar a la boca de una gran serpiente para poder acceder a la puerta final.
- El lago: Se trata de atravesar un lago, que al igual que en el anterior nivel, se divide en tres pantallas. Es necesario atravesar este nivel en dos ocasiones diferentes para completar el juego. La segunda vez es después de haber pasado la etapa del castillo del herrero y en esta ocasión el nivel del agua habrá subido considerablemente permitiéndote terminar la etapa en una puerta diferente a la de la primera ocasión, de esta forma abrirás un camino que te permitirá acceder al castillo en ruinas.
- El Castillo del Herrero: Un castillo invadido por llamas que te persiguen prendiéndolo todo a su paso, cerillas y dragones. Al final debes de enfrentarte a un dragón más grande que los anteriores, si lo vences aparecerá Horace el herrero y te entregará la flauta mágica.
- El castillo en ruinas: Un lugar plagado de fantasmas inmortales y calabazas de Halloween que en ocasiones está a oscuras por lo que es necesario usar linternas. Al final te deberás enfrentar a un fantasma que al ser vencido te entregará una poción mágica que te permitirá hacerte pequeño para poder entrar en la caverna diminuta.
- La caverna diminuta: Etapa que discurre por una gruta en la que en ocasiones es necesario que te transformes en pequeño para poder seguir avanzando.
- El campo de flores: Campo florido con abejas que apenas entraña dificultad tratándose del nivel más lineal del juego.
- El taller de los juguetes: Alocada etapa repleta de originales enemigos, como notas musicales o cañones, que sigue la línea de la fase Toy Land Castle of Illusion. El enemigo final es una baraja y al ser vencida aparecerá Goofy y en recompensa te permitirá usar su cañón para desbloquear el camino hacia el Palacio en ruinas.
- El palacio en ruinas: Los decorados se corresponden efectivamente con el nombre de la fase, es el primer nivel en el que aparecen los bloques animados y las cabezas escupe-fuego. Al final te deberás enfrentarte a una roca que al morir te entregará una cuerda mágica que te permitirá escalar.
- Los acantilados escarpados: Etapa que discurre en vertical, ascendiendo por las paredes verticales.
- Desierto/pirámide: Esta fase se puede realizar de dos formas, una siguiendo hasta el final de la pantalla donde se acaba encontrando la puerta final y la otra forma sería entrar en la pirámide por la puerta secreta. Después de recorrer la pirámide por dentro se llega al jefe final que consiste en una serpiente que tras ser vencida te entregará unos zapatos mágicos que te permitirán caminar sobre las nubes.
- El castillo de la princesa buena: Esta fase toma lugar en un castillo con lava púrpura y los mismos enemigos del castillo en ruinas. Tras superar esta fase, la princesa buena Minnie te dará una habichuela mágica que te servirá para llegar al castillo del fantasma.
- El castillo de arena: Como su nombre indica, es un castillo hecho de arena en el cual los enemigos son cangrejos, peces y medusas. Hay torrentes de arena que harán que te arrastres. También hay una parte bajo el agua en la que deberás activar y desactivar los interruptores para procesar. El jefe final de esta fase es un enorme cangrejo que al vencerlo, aparecerá el rey del castillo, el Pato Donald, quien te dará una barca para que ingreses a la isla.
- La isla: Al ingresar a esta fase, deberás plantar la habichuela mágica para que se convierta en una planta enredadera que te permitirá llegar al castillo del fantasma. Es necesario que tengas los zapatos mágicos para caminar sobre las nubes al escalar la planta enredadera.
- El castillo del fantasma: Es la última fase del juego. Al ingresar a esta fase, hay 3 puertas que te transportarán a diferentes secciones de la fase dependiendo de cuál elijas. Hay una parte de esta fase que deberás activar un interruptor para que la lava amarilla se convierta en agua y así llegar a otra parte que es una copia invertida de la parte anterior. En una parte de esta fase, hay una puerta con cara que te perseguirá hasta que la golpees con el trasero y así convertirla en una puerta normal. Al final de esta fase, te enfrentarás al fantasma, el jefe final del juego. Al vencerlo, aparecerá el cristal mágico que al recuperarlo, finalizarás el juego.

## Jefes finales
Al final de algunas etapas es preciso enfrentarse a un jefe final que tras ser vencido te entregará un objeto o dará paso a la aparición de un personaje que te ayudará en agradecimiento por haberlo liberado.
- El Castillo del Herrero: Un dragón que escupe fuego, similar a los que aparecen a lo largo de la etapa pero de un tamaño superior, se vence arrojándole los bloques que hay en la estancia, en total son necesarios 3 impactos. Al ser vencido aparece Horace (el herrero) y te entrega la flauta mágica.

- El castillo en ruinas: Un fantasma que ataca sobrevolándote, para ser vencido es necesario acertarle con el ataque de trasero en cuatro ocasiones. Cada vez que le golpees aparecerá una nueva llama girando en torno a él que si te toca te quitará vida. A ser vencido te entregará la poción mágica para encogerse.

- El taller de los juguetes: Una baraja de póker, para ser vencida hay que atacarle con el golpe de trasero, en total hay que acertarle cinco veces, al principio se mueve saltando pero a partir de la segunda vez que le golpees comenzará a girar y solo la podrás atacar cuando se pare unos instantes. Al ser vencida aparecerá Goofy (el dueño de la fábrica) y te permitirá usar su cañón para desbloquear el camino hacia el palacio en ruinas.

- El palacio en ruinas: Es una piedra que primero te persigue conforme desciendes a la estancia donde tendrá lugar la lucha, una vez allí te ataca de dos formas diferentes, rodando o saltando, cada vez que impacta contra un lateral se desprende un bloque del techo que se mueve, si caes sobre él con el trasero lo paralizas luego lo puedes coger y debes arrojárselo a la roca cuando enseña la cara entre ataque y ataque para vencerla, es necesario repetirlo tres veces. Al ser vencida se romperá entregándote la cuerda de escalada.

- La pirámide: Serpiente que primero aparece dentro de un huevo que rueda y durante unos instantes enseña la cabeza, momento en el cual debes de atacarla con el trasero, después del segundo golpe saldrá del huevo y se meterá dentro de la tierra y te volverá a atacar persiguiéndote por debajo de la arena en forma de bulto que va creciendo hasta que acaba enseñando un ojo, momento en el que hay que atacarla con el trasero, una vez hecho esto la serpiente saldrá al exterior y se pondrá a saltar unos instantes antes de enterrarse de nuevo, en ese momento hay que volver a atacarla con el ataque de trasero, esto es necesario repetirlo tres veces para vencerla, una vez vencida te entregará los zapatos mágicos.

- El castillo de arena: Cangrejo, el combate tiene lugar debajo del agua y el cangrejo genera remolinos submarinos capaces de arrastrarte, justo después camina unos pasos y se para bajando las pinzas, es en ese momento cuando le tienes que atacar arrojándole un barril que hay en el lugar, Al ser vencido aparecerá el pato Donald (rey del castillo) y te prestará una barca para poder llegar a la isla donde tienes que plantar la habichuela mágica.

- El castillo del fantasma: El fantasma final, ataca en forma de tornado parando unos instantes para lanzarte bolas de fuego, en ese momento hay que atacarlo cayendo sobre él con el trasero, al tercer golpe se dirigirá al techo de la estancia donde seguirá girando como un tornado pero también parando para realizar su ataque que esta vez consistirá en hacer caer bloques del techo, uno de ellos no desaparece y deberá ser utilizado para arrojarlo al fantasma cuando este se detenga de nuevo para repetir su ataque, esto es necesario hacerlo tres veces, por último volverá al suelo donde esta vez girará y saltará en forma de espiral pero nuevamente parándose cada poco para lanzar un ataque de rayos, justo en ese momento deberá ser atacado saltando sobre el con el trasero, al tercer golpe será vencido y desaparecerá apareciendo en su lugar una esmeralda.

## Objetos
Existen una serie de objetos que podrás usar durante la aventura:
- Marcador de lugar: Si pierdes una vida tras atravesar un marcador de lugar, aparecerás en el marcador y no en el inicio del nivel.
- Barriles y bloques: Sirven para atacar y para llegar a sitios más altos.
- Muelle
- Llave
- Lámpara
- Ladrillo
- Botones
- Interruptores
- Llaves especiales

### Tesoros
Dentro de los cofres se pueden encontrar los siguientes objetos, que servirán para ayudar a Mickey Mouse en su aventura:
- Pastel: Devuelve dos puntos en el indicador de poder de Mickey
- Trozo de pastel
- Moneda grande: Añade 200 puntos
- Moneda pequeña: Añade 50 puntos
- Orejas de ratón: Equivale a una vida extra

## La magia de Mickey
Determinados objetos ayudaran a Mickey en su aventura. Una vez que los consiguen, sus propiedades se pueden usar en cualquier etapa; a su vez, una vez conseguidos, sirven para completar etapas ya finalizadas. Son, en orden cronológico:
1. La Flauta Mágica: Te la entrega Horace cuando finalizas la etapa de "El castillo del herrero". Te permite finalizar inmediatamente una etapa que previamente habías completado.
2. Poción reductora de tamaño: Reduce el tamaño de Mickey. Muy útil en las etapas de "La Caverna Diminuta" "Los acantilados escarpados" y "El desierto". Cuando Mickey es diminuto, no puede escalar muros, agarrar objetos ni usar el ataque de rebote. Se consigue eliminando al jefe de la etapa de"Las ruinas del palacio"
3. Cuerda: Sirve para escalar paredes. La consigues eliminando al jefe de la etapa "Las ruinas del Castillo"
4. Frijol mágico o habichuela mágica: Sirve para hacer crecer una enredadera gigante, necesario para poderse crear la etapa de "La isla". Te la entrega el Pato Donald una vez que derrotes al rey cangrejo de la etapa "El castillo de Arena".
5. Zapatos para las nubes: Imprescindible para poder completar la etapa de "La isla".Lo consigues derrotando al jefe de la pirámide que hay en el desierto.

## Las Estrellas
Mickey empieza el juego con el indicador de potencia (equivalente a la barra de salud o vitalidad en cualquier otro juego) con dos estrellas de poder. Si Mickey toca a un enemigo o a un obstáculo peligroso, perderá una de las estrellas; si pierde todas, perderá una vida. Estas estrellas se pueden recolectar a través de las etapas, añadiendo al indicador de potencia una más hasta un máximo de cinco; a partir de cinco, se le añade una vida extra y se rellena tu vitalidad al completo. Muchas de ellas se sitúan en aéreas inaccesibles, por lo que necesitarás la magia de Mickey para conseguirlas. Una vez completado el juego, se recuenta el número de estrellas y si consigues las 14, tendrás una bonificación especial.
1. El Bosque: Requiere tener la cuerda. Cuando escalas la torre con forma de árbol en la segunda parte de la etapa, verás una serie de puertas mientras asciendes. La estrella está localizada en la habitación del primer nivel de la torre. Cuando entres en dicha habitación, veras que puedes escalar hacia la parte escondida de la habitación, donde se esconde la estrella.
2. El lago: No requiere ningún objeto, pero para poder conseguir la estrella antes debes completar la etapa del Castillo del Herrero, ya que tras esta etapa, el caudal del lago aumenta su caudal. Entra en el pasadizo situado a la mitad de la etapa, el que contiene las viñas y las corrientes de aire. El nivel del agua en la segunda zona de renovación del aire ha aumentado su nivel de agua y ahora muestra una zona escondida donde se sitúa la estrella.
3. El Castillo del Herrero:
4. Las ruinas del palacio: Debes tener la cuerda
5. La diminuta caverna: Una vez completada la etapa y tras obtener la cuerda, deberás volver a esta etapa y ascender a través del muro de donde se situó la puerta final. Además, encontrara zonas secretas solo accesibles con la cuerda.
6. El campo de flores:
7. El taller de los juguetes:
8. las ruinas del castillo: Debes tener la cuerda
9. Los acantilados escarpados:
10. El desierto:
11. El castillo de arena: Debes tener la cuerda y conseguirla la primera vez que atravieses la etapa.
12. El castillo de la princesa buena:
13. La isla:
14. El castillo del fantasma:

## Cameos de personajes
- Pata Daisy: Es la aldeana en apuros que te introducirá en la historia.
- Horace Horsecollar: Es el herrero. Tras completar la etapa "El castillo del herrero", él te dará su consejo y te entregara la flauta mágica.
- Goofy: Tras vencer al jefe de "El taller de los juguetes", este peonaje te dará las gracias por liberarle y con un cañón de juguete, te abrirá el paso a "Las ruinas del castillo"
- Pato Donald: Tras vencer al jefe cangrejo, liberaras a este amigo, quien te dejara la barca para ir a la isla.
- Minnie Mouse: Ella será la Princesa buena.

## Juegos relacionados
- Castle of Illusion Starring Mickey Mouse
- World of Illusion Starring Mickey Mouse and Donald Duck
- Quackshot Starring Donald Duck
- Fantasia Starring Mickey Mouse
- Lucky Dime Caper Starring Donald Duck
- Deep Duck Trouble Starring Donald Duck
- Legend of Illusion Starring Mickey Mouse